# Kim Un-ju
Kim Un-ju (* 11. November 1989) ist eine nordkoreanische Gewichtheberin.
Sie erreichte bei den Asienspielen 2010 in der Klasse bis 75 kg den vierten Platz. Bei den Asienmeisterschaften 2011 gewann sie Silber im Stoßen und bei den Weltmeisterschaften 2011 Bronze im Stoßen und im Zweikampf. 2014 gewann sie bei den Asienspielen Gold, wobei sie im Stoßen mit 164 kg einen neuen Weltrekord aufstellte. Auch bei den Weltmeisterschaften 2014 war Kim Erste. Allerdings wurde sie bei der Dopingkontrolle positiv auf Methyltestosteron und Methandriol getestet und für zwei Jahre gesperrt.